# 中华人民共和国劳动保险条例
《中华人民共和国劳动保险条例》簡稱《劳动保险条例》，是中華人民共和國一個有關劳动保险制度的经济法规。1951年2月26日，政务院公布了該條例，1953年1月2日修正。劳动保险条例規定了劳动保险金的征集与保管、各项劳动保险待遇的规定、劳动保险事业的执行与监督等內容。
1953年1月26日，中華人民共和國劳动部公布《中华人民共和国劳动保险条例实施细则修正草案》，依據劳动保险条例的各项條例做出详细具体的政策规定。1988年9月1日废止。同時《女职工劳动保护规定》施行後中华人民共和国劳动保险条例中有关女工人、女职员生育待遇的规定廢止。
中华人民共和国劳动保险条例主体已被《中華人民共和國勞動法》和《劳动合同法》、《中華人民共和國社会保险法》及其相关法律法规取代，該條例大部分内容已不再适用。
2024年5月1日，中华人民共和国国务院决定废止《中华人民共和国劳动保险条例》。